# マイロン・ショールズ
マイロン・ショールズ（Myron S. Scholes、1941年7月1日 - ）は経済学者。
ブラック-ショールズ方程式の有名な起草者の一人。現在スタンフォード大学教授であり、マサチューセッツ工科大学スローン経営大学院でも教鞭を執った。1997年にブラック-ショールズ方程式を理論面から完成させたロバート・マートンとともに、ノーベル経済学賞を受賞。

## 略歴
- 1941年 カナダのオンタリオ州ティミンズに生まれる。
- 1951年 家族はオンタリオ州ハミルトンに移る。
- 1962年 地元のマックマスター大学を卒業する（B.A.）。
- 1964年 シカゴ大学においてを修士号を取得する（MBA）。
- 1968年～1973年 MIT Sloon School of Managementで教える（MITスローン・スクールで研究を続け、フィッシャー・ブラックと出会い、1973年有名なブラック-ショールズ方程式を完成させることとなる。）。
- 1969年 シカゴ大学より博士号を取得する（Ph.D.）。
- 1973年～1983年 シカゴ大学（University of Chicago Booth School of Businass）に移る。
- 1983年～1996年 スタンフォード大学大学院の教授（the Frank E. Buck Professor of Finance at the Stanford Graduate School of Business）として教える。
- 1993年 ロングターム・キャピタル・マネジメントの設立に参加（1998年倒産、2000年清算）。
- 1996年 スタンフォード大学の名誉教授（the Frank E. Buck Professor Emeritus）となる。
- 1997年 ノーベル経済学賞を受賞する。
- 現在、Stamos Capital Managementにおける経済アドバイザーの議長である。

## LTCMの破綻とジャナス入社
1997年にノーベル経済学賞を受賞した2年後の1999年、ショールズとロバート・マートンの2人が経営陣に名を連ねた巨大ヘッジファンドのロングターム・キャピタル・マネジメント（Long Term Capital Management）が空前の損失を出して倒産した。
経済学者の小島寛之は「マートンとショールズは受賞の対象となった自らの金融工学の理論を実践し、大規模な投機を行った。しかし、ロシアで起きたデフォルトのあおりを受けて巨額の損失を出した。金融機関の破綻は社会的に大きな問題であり、それにノーベル賞受賞者が関わっていたというのは世界中に大きな衝撃を与えた。しかも、自らの金儲けに利用しての失敗である」と指摘している
その後、2014年8月にチーフ・インベストメント・ストラテジストとしてジャナス・ヘンダーソン社に入社。同社のアセット・アロケーション戦略の商品開発を主導するとともに、運用チームと連携しつつ、定量分析に貢献している。

## 著書
- Taxes and Business Strategy: A Planning Approach, with Mark A. Wolfson, (Prentice Hall, 1992, 2nd ed., 2002, 3rd ed., 2005).

坂林孝郎訳『MBA税務工学入門――タックス・アンド・ビジネス・ストラテジー』（中央経済社, 2001年）